# M3 반궤도 장갑차
M3 반궤도 장갑차(M3 Half-track)는 2차 세계대전과 냉전 초기 미국과 여러 연합국이 운용하던 반궤도 병력 수송 장갑차이다. 2차 세계대전 당시 소련은 미국의 랜드리스로 인하여 상당량의 M3, M5를 공급받아 사용하였으며 한국 전쟁 당시 대한민국도 운용하였다.

## 역사

### M3

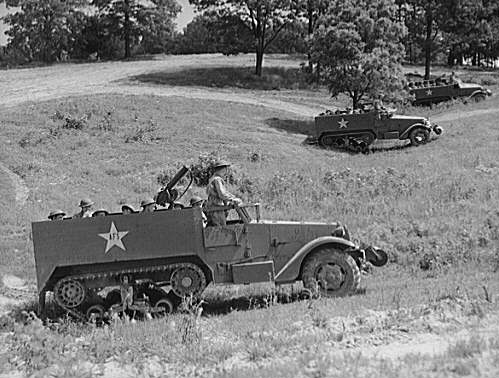
1942년 6월 포트 녹스에서의 M3

1930년대 미국은 자국의 기갑 차량이 점점 발전해감으로써 기갑 병력을 호위해주는 보병의 속도를 기갑 병력에 맞춰줄 수 있는 운송 수단의 필요성을 인식하게 되었다. 처음에는 보병을 군용 트럭으로 수송하려 했지만, 늪지 같은 험지에서의 형편없는 기동력과 부족한 방어력의 문제가 대두하여 독일이 개발한 반궤도 방식의 병력 수송 장갑차에 눈길을 돌린다. 미국은 자국의 군용 트럭을 반궤도로 개수하고 장갑을 덧대는 개조를 거쳐서 1939년 12월 마침내 T7의 보기륜과 반궤도를 M3 정찰장갑차에 장착하고, 화이트 모터 사의 147마력의 White 160AX 엔진이 탑재된 T14 반궤도 장갑차를 개발하는 성과를 얻었다. 다음 해인 1940년 9월 T14가 제식화되어 M2 반궤도장갑차라고 명명되었다.
정찰과 포 견인을 담당하는 M2 반궤도 장갑차의 개발이 되면서 보병 수송을 염두에 둔 M3 반궤도 장갑차도 같이 개발되었다. M2보다 차량의 후부가 10인치가량 늘어난 M3는 3명의 보병을 추가로 태울 수 있어 총 승무원 3명과 보병 10명이 탑승할 수 있었고 중 기관총의 마운트 위치가 차체 중앙으로 변경되었으며 보병 승하차용 문이 추가로 장착되었다.
초기에는 무장이 차체 중앙에 설치되어 앞좌석 뒤에서 사격할 수 있었던 M2 기관총 1정밖에 탑재되지 않았으나, 1943년 10월부터 M3A1으로 개량 되면서 M2 기관총의 위치가 장갑을 두른 좌석으로 변경되고 차체의 양 측면에 각각 브라우닝 M1919 기관총이 1정씩 배치되었다.
M3는 1944년까지 총 12,499대가 생산되어 2차 세계대전 중 미군의 기동력을 향상하는데 상당한 이바지를 하였다.

### M5
미국은 영국과 소련으로 보낼 랜드리스의 목적으로 기존 3개의 회사에서 생산하던 반궤도 병력 수송 장갑차의 생산을 확대하기로 한다. 그 덕분에 인터내셔널 하베스터 사는 미국과 생산 계약을 맺어 1942년 6월 M3의 인터내셔널 하베스터 판인 M5를 생산하기 시작한다. M5는 기존의 147마력을 갖춘 White 160AX 엔진을 보다 떨어지는 143마력을 지닌 인터내셔널 하베스터 사의 IHC RED-450-B 엔진으로 교체하였으며, 표면 경화 장갑을 사용하여 무게가 M3보다 증가하였다. 하지만, 이와 같은 차이점을 제외하고는 큰 차이점은 없으며 사실상 M3와 차이 없는 성능을 지녔다.
이후 M5A1로 개량되었으며 총 11,017대가 생산되었다. 주로 소련과 영국에 랜드리스되어 M3의 부족한 수량을 채워주었다.

### M13 MGMC
M13 다용도 자주포(Multiple Gun Motor Carriage)는 M3 반궤도 장갑차의 차체에 M2HB 중기관총 2정을 탑재한 자주대공포이다.

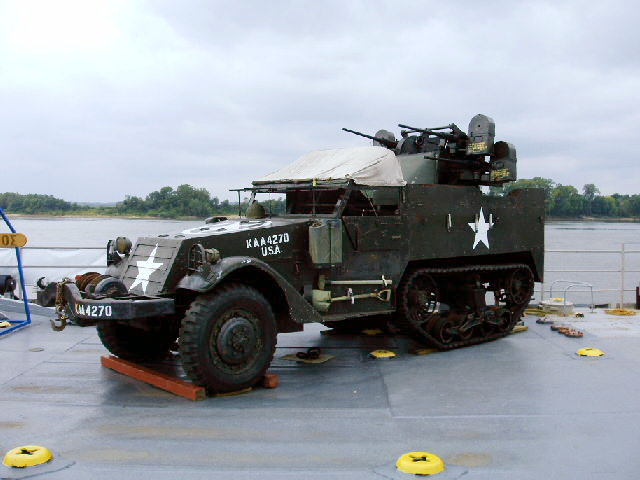
전시된 M16 MGMC "미트쵸퍼"의 모습

### M16 MGMC
M16 다용도 자주포(Multiple Gun Motor Carriage)는 M3 반궤도 장갑차의 차체에 기존 M2 기관총의 총열을 더욱 두껍게 만들어 장시간 사용이 가능해진 M2HB 4정과 5,000여 발에 달하는 탄약이 달린 맥슨 M45 쿼드마운트(M45D)를 탑재한 자주 대공포이다. 미트 쵸퍼라는 별명을 가지고 있었으며 2차 세계대전이 끝난 뒤로 한국 전쟁 당시에도 미군이 운용하기도 하였다. 전후 대한민국 육군도 맥슨 M45 쿼드마운트 즉 M45D를 채택한 후 승공포라는 이름으로 명명하여 사용 중이다.
1943년 5월부터 화이트 모터 사에서 양산된 M16 다용도 자주포는 순수 생산량 2,877대와 M13을 개수해서 만든 628대, 그리고 20mm GMC T10E1을 개수한 109대를 합쳐 총 3,614대가 생산되었다. 사단 방공포 대대에 배속되어 주로 방공 임무를 수행했지만 간혹 지상 화력 지원 임무도 맡았었다.

## 파생형
- T12/M3 75mm GMC - M3의 차체에 M1897A5 75mm 야포와 포방패를 탑재한 파생형
- T54/E1 자주 대공포 - 40mm 보포스 L/50 포를 M3의 차체에 탑재한 파생형 사격 시 포대가 불안정해지는 문제로 시제품만이 제작되었다.

## 같이 보기
- M2 반궤도장갑차